# Берингански вук
Берингански вук је изумрла врста вука (Canis lupus) која је живела током леденог доба. Насељавао је данашњу Аљаску, Јукон и северни Вајоминг. Неки од ових вукова преживели су и у Xолоцену. Свеобухватно је проучаван користећи разне научне технике, пружајући нове информације о врстама плена и исхрани праисторијских вукова. Утврђено је да се ови вукови морфолошки разликују од савремених северноамеричких вукова. Берингански вук није класификован и његова веза са изумрлим европским пећинским вуком (Canis lupus spelaeus) није јасна.
Берингански вук је био сличан по величини као савремени Аљаски вук (Canis lupus pambasileus) и други сиви вукови касног Плеистоцена, али суровији и са јачим чељустима, ширим непцем и већим зубима у односу на величину лобање. У поређењу са Беринганским вуком, јужнији вукодлак (Canis dirus) био је исте величине, али тежи и са тврђом лобањом и зубима. Јединствена адаптација лобање и зуба Беринганског вука омогућила му је да производи релативно јак угриз, грабећи се за велики плен, па је због тога био предатор. Берингански вук најчешће је ловио коњe и бизонe, а такође и ирвасе и мамуте.
На крају леденог доба, престају хладни и суви услови, па је Берингански вук изумро. Истребљење његовог плена приписано је утицају климатских промена, борбе са другим врстама, укључујући људе, или комбинацији оба фактора. Локалне генетске популације Беринганског вука замењене су другим вуковима из исте врсте или истог рода. Од северноамеричких вукова преживео је само предак савременог северноамеричког сивог вука. Остаци древних вукова са сличним лoбањама и зубима пронађени су у западној Берингији (североисточни Сибир). Студије су 2016. године показале да неки вукодлаци који сада живе у забаченим деловима Кине и Монголије деле заједничког претка са једним 28-годишњим примерком источног Беринганског вука.

## Опис
Берингански вук је био сличан по величини као савремени Aљаски вук (C. l. pambasileus) . Највећи северни вукови данас имају висину рамена која не прелази 97cm и дужину тела која не прелази 180cm . Просечна маса јуконског вука износила је 43 килограма за мужјаке и 37 килограма за женке. Берингански вукови су такође били слични по величини вуковима касног Плеистоцена чији су посмртни остаци пронађени у јамама Ла Бреа Тар у Лос Анђелесу у Калифорнији . Ови вукови, који су названи Rancho La Brea вукови (Canis lupus), нису се много физички разликовали од модерних сивих вукова, једине разлике су широка бутна кост и дужа тибијална цев - уметак за квадрицепс и мишиће колена - што указује на то да је имао релативно снажније мишиће ногу за брзи бег пре потере . Берингански вук био је суровији и имао је јаче чељусти и зубе од Rancho La Brea, aли и савремених вукова .

## Адаптација
Адаптација је еволутивни процес који омогућава живим бићима да се прилагоде у складу са променом услова за живот у окружењу. Генетске разлике између популација вукова уско су везане за њихов тип станишта, али и климатске промене, што је утицало на адаптацију лобање и зуба   . У касном Плеистоцену, варијације између локалних средина утицале би на низ екотипова вукова који су генетски, морфолошки и еколошки различити један од другог.

### Плен
Из остатака вукова касног Плеистоцена који су пронађени у Берингији и Белгији потврђују да су се вукови из обе области претежно хранили плеистоценском мегафауном   , која је постала ретка на почетку Холоцена  . Берингански вук најчешће је ловио коња . У периоду који је претходио последњем Глацијалном максимуму, јеo јe и мошусно говече, а после тога јеo јe и мамута. Анализа потврђује закључак да су ови вукови били способни да убију и растргну велики плен .

## Посмртни остаци (фосили)
Посмртни остаци (фосили) Беринганских вукова пронађени су на Аљасци и даље на истоку на Јукону у Канади . Узорци који су идентификовани по морфологији лобање  и морфологији удова  Беринганских вуковa, пронађени су у пећини Натурал Трап у подножју планина Биг Хорн у држави Вајоминг, Сједињене Државе.

## Изумирање
Изумирање је крај постојања одређене врсте. Климатске промене широм источне Берингије довеле су до промена у вегетацији, али и потпуном истребљењу већег дела мегафауне, укључујући и Беринганског вука, по доласку Хомо сапиенса . Берингански вук је изумро у Северној Америци, а мањи месождери су преживели . Једна теорија о изумирању тврди да је Беринганског вука заменио предак савременог сивог вука .